# Seznam římských králů
Seznam římských králů je velmi těžké spolehlivě sestavit, neboť pro toto období neexistují spolehlivé historické prameny. Je pravděpodobné, že si tímto seznamem římská říše zajišťovala svou starobylost a prestiž. Již ve starověku na něj hleděli někteří historikové s nedůvěrou (Tacitus např. začíná své Annales krátkým shrnutím počátku římských dějin větou: Urbem Romam a principio reges habuere [Městu Římu v prvopočátku vládli králové]).
Následující seznam odpovídá současnému stavu historického bádání. Vícero historiků však zpochybňuje existenci zvláště prvních čtyř římských králů. Konec království také někteří historikové kladou do mladší doby, než se tradičně přisuzuje, tedy až do roku 470 př. n. l.
1. Romulus, (753–717 př. n. l.)
2. Numa Pompilius, (716–671 př. n. l.)
3. Tullus Hostilius, (670–639 př. n. l.)
4. Ancus Marcius, (639–617 př. n. l.)
5. Lucius Tarquinius Priscus, (616–579 př. n. l.)
6. Servius Tullius, (578–535 př. n. l.)
7. Tarquinius Superbus, (534–510 př. n. l.)
8. (Lars Porsenna, (510 – 504/03 př. n. l.))

Také panovník středověké Svaté říše římské nesl titul „římský král“ (viz Seznam panovníků Svaté říše římské). Titul roi de Rome si přisuzoval také Napoleon II.